# Гурген II Великий
Гурген II  (груз. გურგენ II დიდი) (ум. 14 февраля 941) — грузинский князь из династии Багратионов. Он занимал высокий статус в грузинской княжестве Тао-Кларджети, обладая титулом великого князя (эриставт-эристави) и носил византийский титул магистра.

## Биография
Гурген, сын Адарнасе III, унаследовал престол в 918 году, следуя за своим дядей по отцовской линии, Ашотом Кухи. Он получил прозвище «Великий» благодаря своей значительной роли в средневековых грузинских источниках. Гурген проявил себя как покровитель местных монастырей и активный участник строительства кафедрального собора в Хандзте, завершившегося во времена его правления.
Будучи энергичным правителем, он значительно укрепил свое влияние. Его власть распространялась на Верхний Тао, части Кларджети и Джавахети, а также на Аджарию и Нигали. Расширение его владений часто происходило за счет его дальних родственников и соседних областей.
В период между 923 и 941 годами он отнял контроль над Кларджети у своего тестя, Ашота Кискаси, в обмен на две другие области – западную часть Джавахети и Аджарию. Кроме того, он провел вторжение в Самшвилде, на тот момент находившейся под контролем армянских властей.
Со смертью Гургена в 941 году, линия Таойских Багратидов угасла, и его владения были разделены между двумя другими ветвями дома Багратионов и царем Абхазии: Кларджети вернулась к своему первоначальному правящему дому. верхний Тао, области Артани и Шавшети, а также часть Джавахети перешли во владение Иберийских Багратидов. Территории, находившиеся близко к Абхазскому царству: Аджара и Нигали перешли под власть царя Абхазии.

## Семья
Гурген был в браке с дочерью Ашота Кискаси, и у них родилась единственная дочь, которая впоследствии вышла замуж за Баграта, абхазского царя и сына царя Константина III.